# Zeitung

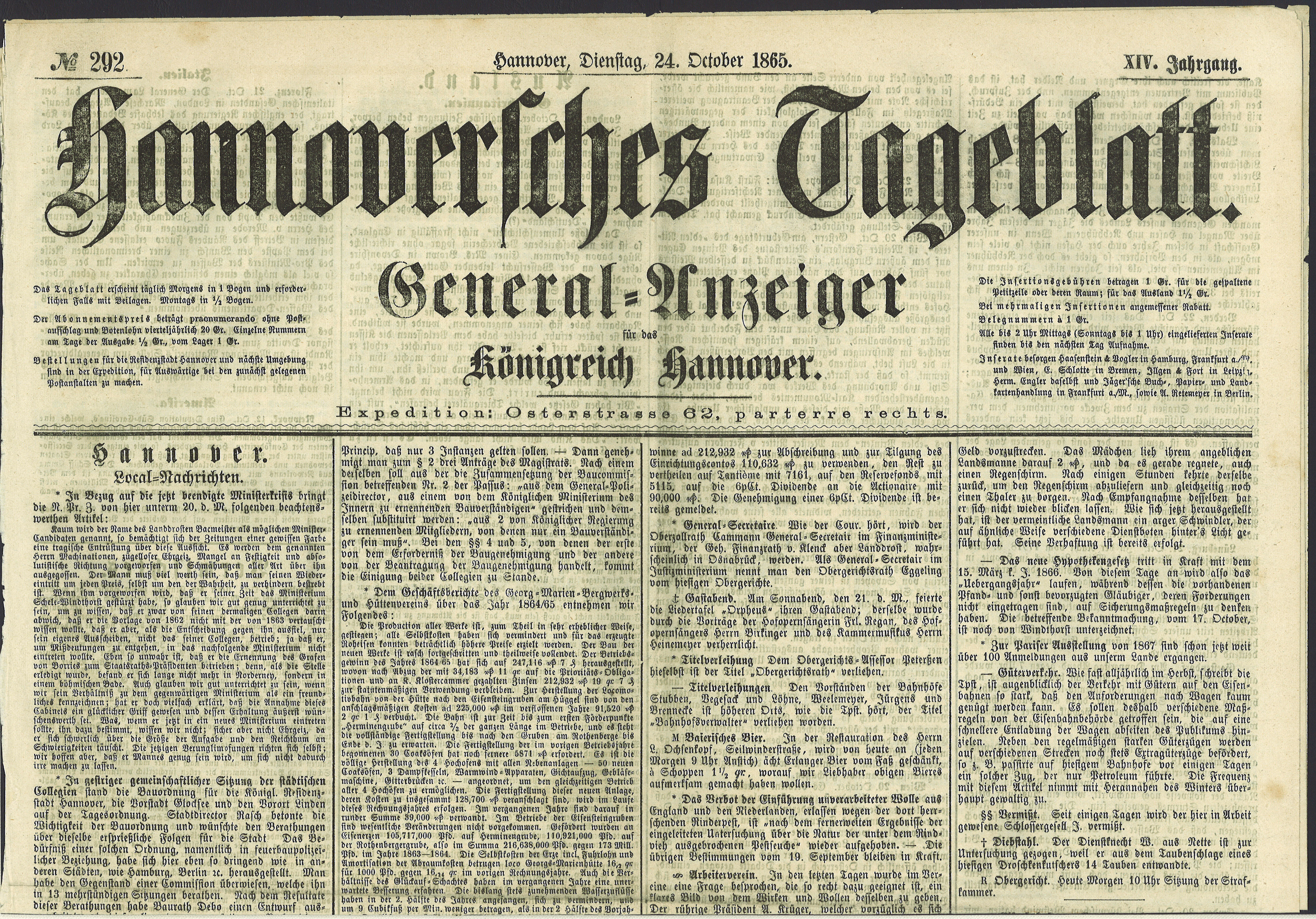
Hannoversches Tageblatt, Titelseite, Ausgabe vom 24. Oktober 1865

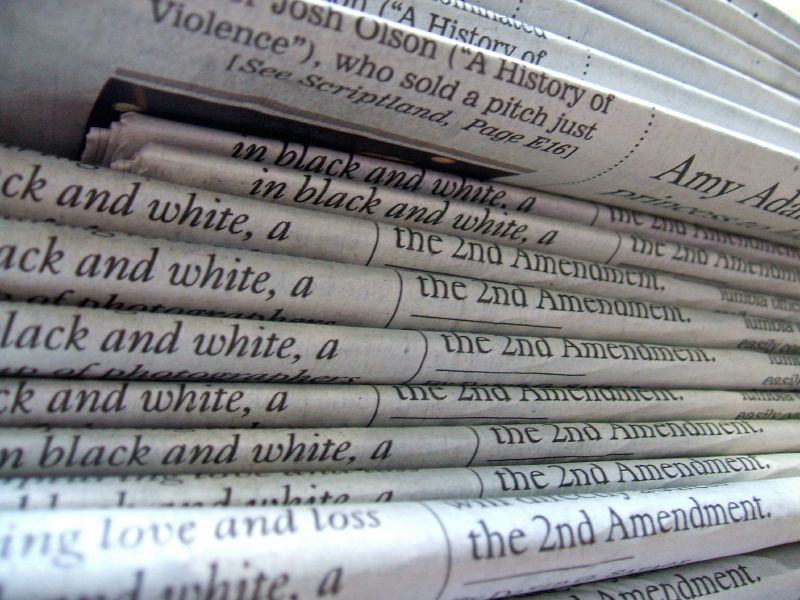
Zeitungsstapel

Das Wort Zeitung war ursprünglich der Begriff für eine beliebige Nachricht, seine Bedeutung hat sich jedoch im Laufe des 18. Jahrhunderts geändert. Heute versteht man darunter ein periodisch erscheinendes Druckerzeugnis mit aktuellem und universellem Inhalt. Dieser besteht aus mehreren inhaltlich in sich abgeschlossenen Texten, die Zeitungsartikel genannt werden und bei deren Abfassung verschiedene journalistische Stilmittel angewandt werden.
Als elektronische Zeitung werden Online-Publikationen mit Zeitungs- aber auch Zeitschriften-Charakter bezeichnet.

## Definitionen
Sehr allgemein definiert ist eine Zeitung ein Druckwerk von mäßigem Seitenumfang, das in periodischen Zeitspannen, meist täglich oder wöchentlich, öffentlich erscheint. Für den Gattungsbegriff Zeitung ist es unerheblich, ob der Leser dafür bezahlen muss oder ob er das Produkt unentgeltlich erhält. Deshalb umfasst die Gattung Zeitung auch Gratiszeitungen oder kostenlos verteilte Anzeigenblätter. Vier Kriterien sollten gegeben sein, wenn man von einer Zeitung spricht: Aktualität (zeitnahe Berichterstattung), Periodizität (regelmäßiges Erscheinen), Publizität (öffentlich für alle Leser zugänglich) und Universalität (inhaltliche Vielfalt).
Das Wort Zeitung kam um 1300 als zīdunge auf, das auf den mittelniederdeutschen und mittelniederländischen Begriff tīdinge zurückgeht: Nachricht, also Neuigkeiten zum sich Danachrichten.
Die Zeitung ist, anders als die Zeitschrift, ein der Aktualität verpflichtetes Presseorgan und gliedert sich meist in mehrere inhaltliche Rubriken wie Politik, Lokales, Wirtschaft, Sport oder Feuilleton, die von eigenständigen Ressorts erstellt werden. Ein Ressort bearbeitet immer ein bestimmtes Themengebiet, eine bestimmte Rubrik, für das es eigenverantwortlich und unabhängig von den anderen Ressorts ist – wobei hier die Grenzen zunehmend zugunsten des Konzepts einer integrierten Redaktion aufgabenspezifisch und kompetenzübergreifend eingeebnet werden (Newsdesk). Oftmals werden innerhalb eines Ressorts die einzelnen Themengebiete unter den Redakteuren aufgeteilt, je nach deren Qualifikation und Wissen.
Die Redaktion ist die journalistische Abteilung in einem Zeitungs- oder Zeitschriftenverlag. In einer oder für eine Redaktion schreiben Redakteure, Pauschalisten, freie Journalisten und Volontäre, von Fall zu Fall auch externe Experten.

## Geschichte
Novellanten schickten Nachrichten auf einzelnen Blättern, die für Abonnenten gesammelt wurden. Diese in der Österreichischen Nationalbibliothek archivierten Fuggerzeitungen entstanden um 1589 und wurden bis 2016 durch Katrin Keller et al. an der Universität Wien digitalisiert und erforscht.
Die Geschichte der Zeitung als regelmäßig erscheinendes Medium ist eng mit der Frühen Neuzeit verwoben. Das erste gedruckte Nachrichtenblatt, das die Bezeichnung einer Zeitung im modernen Sinn verdient, war die Relation aller Fürnemmen und gedenckwürdigen Historien. Sie wurde von Johann Carolus gegründet und erschien ab der zweiten oder dritten Septemberwoche des Jahres 1605 einmal wöchentlich in Straßburg im Elsass.
Die Relation aus Straßburg gilt als älteste Zeitung weltweit. Sie erschien von Johann Carolus herausgegeben wöchentlich erstmals 1605 und existierte bis 1667. Als zweitälteste Zeitung weltweit gilt die Wochenzeitung Aviso aus Wolfenbüttel, gegründet 1609. Als erste Tageszeitung der Welt, die das Kriterium Periodizität erfüllt, gilt die in Leipzig ab 1650 mit sechs Ausgaben in der Woche erscheinende Einkommende Zeitung, herausgegeben vom Drucker Timotheus Ritzsch. 1703 erschien erstmals das Wiener Diarium und damit die Wiener Zeitung. Sie war bis zu ihrer Einstellung 2023 die älteste noch erscheinende Tageszeitung der Welt und wurde seitdem durch die Hildesheimer Allgemeine Zeitung in dieser Rolle abgelöst.
Ihren Höhepunkt erlebte die Zeitung in der ersten Hälfte des 20. Jahrhunderts. Nachdem sich die Geschwindigkeit der Nachrichtenverbreitung gesteigert hatte, erschien zum Beispiel die Neue Zürcher Zeitung dreimal täglich. Im Oktober 2011 gab es in Deutschland 390 Zeitungen (369 Tages- und 21 Wochenzeitungen), die bei der IVW gemeldet waren.

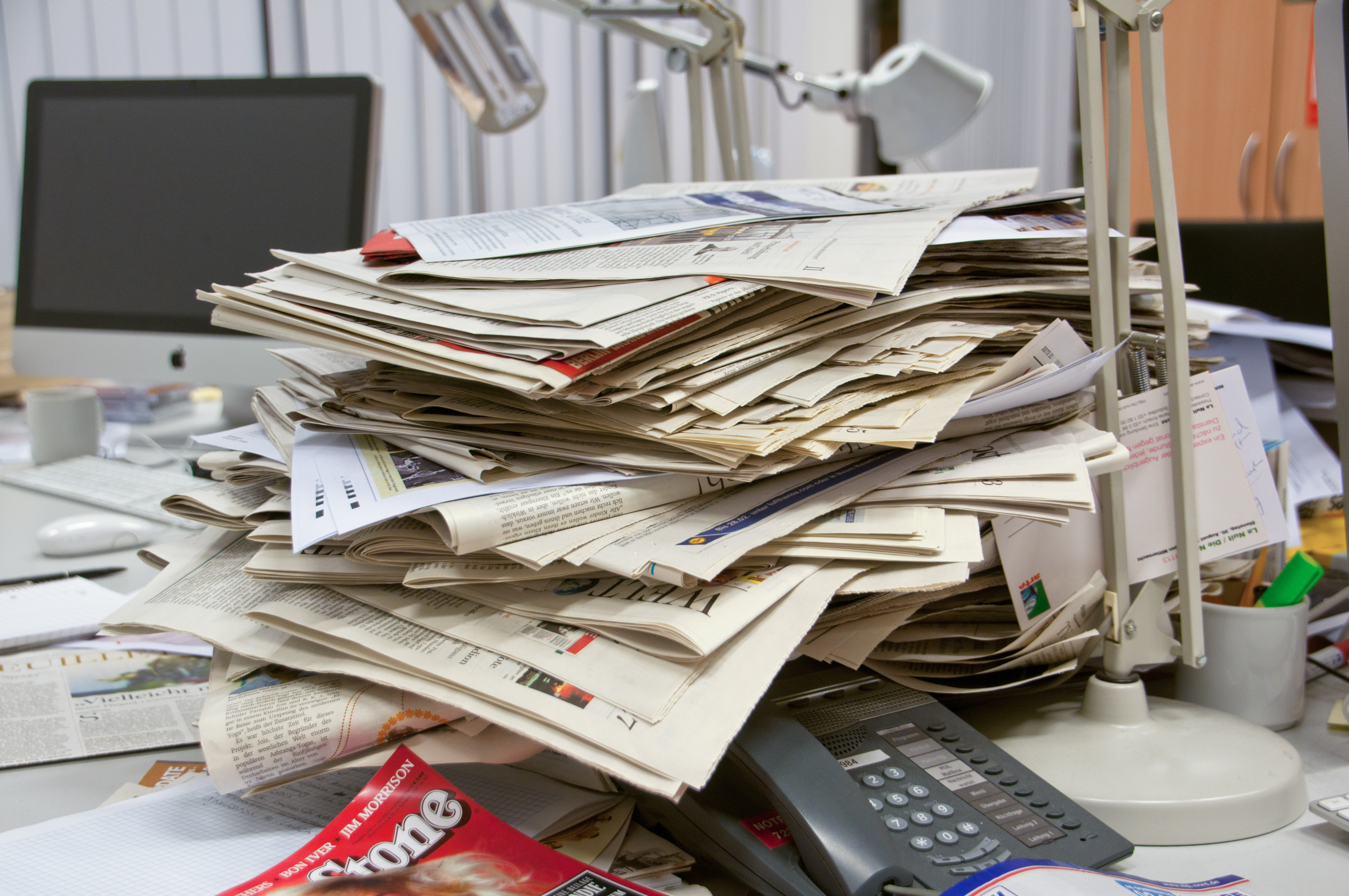
Zeitungen in der Redaktion der Zeitung Die Welt in Berlin

Zeitungen bestehen aus dem so genannten redaktionellen Teil, der durch die Redaktion verantwortet wird und die Inhalte mit journalistischen Stilmitteln präsentiert, sowie dem Anzeigenteil. Die einzelnen Segmente einer (umfangreichen) Zeitung heißen Bücher (schweiz. Bünde). Sie gliedern üblicherweise auch die Ressorts (vgl. „Sportteil“, „Wirtschaftsteil“ usw.).
Anzeigen werden in ihrem Inhalt zunächst von demjenigen verantwortet, der sie in Auftrag gibt, d. h. der Anzeigenannahme übermittelt und für ihr Erscheinen bezahlt. Der Verlag kann Anzeigen ablehnen; es besteht Vertragsfreiheit. Ist die Anzeige gedruckt, ist der Verlag für den Inhalt der Anzeige verantwortlich; deshalb ist eine vorherige Prüfung notwendig. Nach der Rechtsprechung haftet der Verlag jedoch teilweise nur für „schwere und offensichtliche Rechtsverstöße“, z. B. im Wettbewerbsrecht, weil ihm eine umfassende rechtliche Prüfung aller Anzeigen hier nicht zugemutet werden kann. Anders ist es aber z. B. bei Urheberrechtsverstößen, wobei dem Verlag eine Prüfpflicht auf Rechtmäßigkeit zugemutet wird (die dieser in der Praxis jedoch ebenfalls häufig nicht einhalten kann). Die Anzeigenpreise richten sich vor allem nach der Auflagenhöhe der Zeitung, der Platzierung, dem Umfeld und der Größe der Anzeige.

## Zeitungslayout und -design
Aktuelle Studien zeigen Veränderungen im Layout und Design gedruckter Zeitungen seit Beginn der 1990er-Jahre: Es gab einen „Visualisierungsschub“ mit mehr (farbigen) Bildern, mehr Einzelbildern (ohne größeren zugehörigen Text) und kürzeren Überschriften. Hinzu kommen längere und zugleich stärker portionierte Beiträge, mehr Leseeinstiegsmöglichkeiten wie Spitzmarken, Zwischenüberschriften, Kästen, Grafiken etc. sowie mehr zentral platzierte Aufmacher.

## Nutzungsforschung
Es existieren verschiedene Werkzeuge, um Leserverhalten, -zufriedenheit und -wünsche zu ergründen. Klassische Feedbackinstrumente sind Leserbriefseiten und Lesertelefone. Sie werden jedoch nur von manchen Lesertypen genutzt. Auch die jeweils verkaufte Auflage kann zur Nutzerforschung ausgewertet werden. Umfangreichere Instrumente sind Copytests, verbunden beispielsweise mit Befragung oder technischen Hilfsmitteln wie Blickverlaufsaufzeichnung und Readerscan.

## Der Zeitungsmarkt weltweit

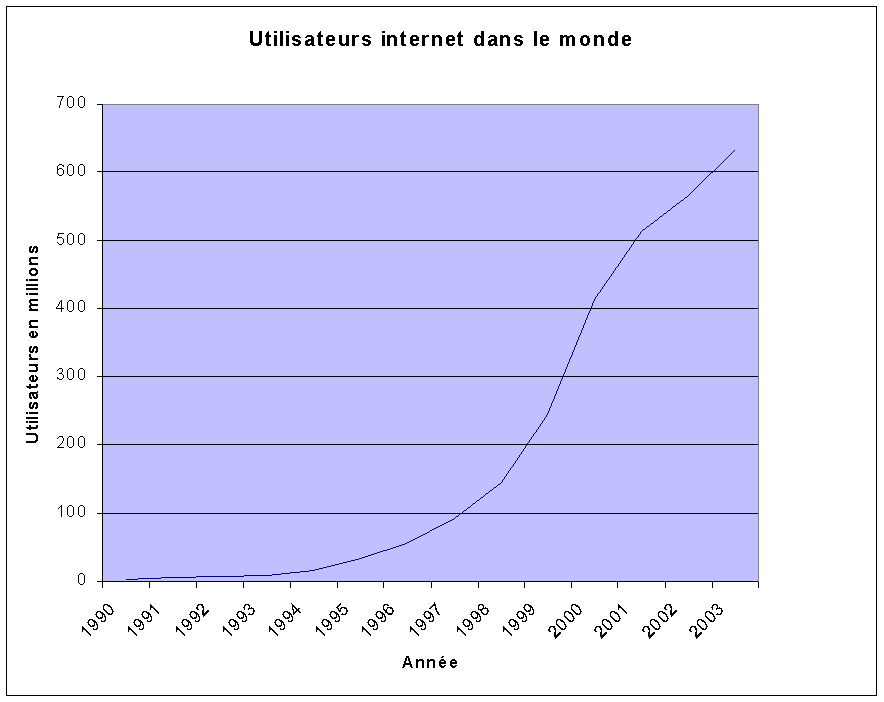
Um die Jahrtausendwende überstieg die Zahl der Internetnutzer weltweit die Zahl der Zeitungskäufer (2005: 439 Mio. lt. Angaben der World Association of Newspapers)

Nach Angaben des Bundesverbands Digitalpublisher und Zeitungsverleger (BDZV) war der deutsche Tageszeitungsmarkt mit einer Auflage von 21,67 Millionen Exemplaren im ersten Quartal 2005 der größte Markt in Westeuropa. Demnach wurden in diesem Zeitraum pro Erscheinungstag 27,376 Millionen Tages-, Wochen- und Sonntagszeitungen verkauft; davon seien rund 18 Millionen Exemplare (65 %) im Abonnement vertrieben worden.
Nach der Studie World Press Trends 2007 der World Association of Newspapers (WAN) über den weltweiten Zeitungsmarkt (232 Länder) kauften 515 Millionen Menschen Tageszeitungen. Dabei war der chinesische Zeitungsmarkt der größte (98,7 Mio. Exemplare), gefolgt von Indien (88,9 Mio. Exemplare), Japan (69,1 Mio. Exemplare), USA (52,3 Mio. Exemplare) und Deutschland (22,1 Mio. Exemplare). Im Vergleich zum Vorjahr ist dies ein Anstieg von 2,3 Prozent und zu 2002 um 9,48 %. In China betrug der Anstieg zum Vorjahr bzw. 2002 +2,22 % bzw. +15,53 %, in Indien +12,93 % bzw. +53,63 %, in Japan −0,83 % bzw. −2,42 %, in den USA −1,9 % bzw. −5,18 % und in Deutschland −2,1 % bzw. −9,35 %. Hinzu kommen 40,7 Millionen Exemplare an kostenlosen Tageszeitungen bei einem Anstieg von 55 % zum Vorjahr und 241 % zu 2002. Mehr als die Hälfte davon erscheint in Europa. Die Anzeigeneinnahmen von Zeitungen allgemein stiegen um 3,77 % zum Vorjahr und 15,77 % zu 2002. Nach Timothy Balding, Geschäftsführer der WAN, wächst die Leserschaft sowohl im Print- als auch im Online-Bereich, die Reichweite könne durch die Nutzung verschiedener Vertriebskanäle gesteigert werden und der Wirtschaftszweig sei nicht im Abschwung.
Die Langzeitstudie Mediennutzung von ARD/ZDF ergab im Frühjahr 2005,
dass im Vorjahr bei einer Gesamtnutzung tagesaktueller Medien von 600 Minuten pro Tag die Tageszeitungen mit 28 Minuten gegenüber dem Internet (44 Minuten) schon beträchtlich ins Hintertreffen geraten waren (2000: 30 zu lediglich 13 Minuten Internet). 2012 setzt sich der Trend mit 23 Minuten (Tageszeitung) zu 83 Minuten (Internet) deutlich fort. Nach Angaben des BDZV hatten die Zeitungen zum Zeitpunkt der Erhebungen dennoch nach wie vor einen klaren Glaubwürdigkeitsvorsprung nicht nur vor Webpublikationen. Die Glaubwürdigkeit der Mediengattungen wurde nach einer Untersuchung, die allerdings noch von 2006 stammt, wie folgt eingeschätzt:
- Tageszeitungen: 41 %
- öffentlich-rechtliches Fernsehen: 31 %
- öffentlich-rechtlicher Hörfunk: 11 %
- privates Fernsehen: 7 %
- privater Hörfunk: 2 %
- Internet-Online-Dienste: 1 %

## Zeitungssterben und Vorschläge dagegen
Zum internationalen sogenannten Zeitungssterben im Zusammenhang mit dem Internet und der Anzeigenkrise liegen etwa aus den USA folgende Zahlen vor: von 2006 bis 2008 gingen die Umsätze der Verlage um 23 % zurück, die Zahl fest angestellter Journalisten um 10 %. Erstmals recherchierten die Bürger mehr im Internet.
Es wird diskutiert, ob und, wenn ja, wie dem entgegengewirkt werden soll. Eine Forderung ist ein „Zeitungswiederbelebungsgesetz“, nach dem Verlage wie Bildungsträger im Status von Non-Profit-Organisationen behandelt werden sollen. Weiterhin diskutiert werden Modelle wie Stiftungen, Spendenfinanzierung, ein öffentlich-rechtlicher Status, der gebührenfinanzierten Journalismus ermöglichen soll, Genossenschaftsanteile ähnlich wie bei der taz oder eine erweiterte Kulturflatrate.
Wesentliches Problem der Zeitungen sind die mit der Digitalisierung einhergehende Veränderung der Nutzungsgewohnheiten insbesondere junger Leser. Diese sind stark von den Plattformen aus dem Streaming-Bereich geprägt.
Seit vielen Jahren wird daher die Notwendigkeit und Umsetzbarkeit eines „Spotify für News“ diskutiert. Auch wenn das Konzept auf den ersten Blick schlüssig erscheint, sieht sich seine Umsetzung mit einigen Hürden konfrontiert. Insbesondere ein Erlösmodell, das die Finanzierung von hochwertigem, tagesaktuellen Journalismus sicherstellt, sowie journalistische Unabhängigkeit und der Wunsch nach Wiedererkennbarkeit der Verlage gelten noch als ungelöst.
Gleichwohl haben sich auf dem europäischen Markt einige Lösungen herausgebildet, die ihre Journalismus-Plattformen auf spezielle Zielgruppen abgestimmt haben.
Bei digitalen Zeitungs-Kiosken wie etwa Blendle lassen sich einzelne Artikel kaufen. Das schwedische Unternehmen Readly versucht hingegen, mit einer E-Paper-Flatrate Menschen zu erreichen, die mit Print-Zeitungen aufgewachsen sind. Das deutsche Start-up Articlett orientiert sich an Mobilfunkverträgen und bietet ein Wörterabo an, bei dem Artikel nach ihrer Wortanzahl abgerechnet werden und so Leser mit unterschiedlichen Lesegewohnheiten angesprochen werden sollen.
Siehe auch: Zeitungssterben